# Sklicevanje na naravo
Sklicevanje na naravo je argument ali retorična taktika, kjer se izjavlja vsaj eno od naslednjih trditev:
»Nekaj je dobro, ker je naravno.«
»Nekaj je slabo, ker je nenaravno.«
Običajno gre za neveljaven argument, saj je implicitna (neizjavljena) osnovna predpostavka, da »je to, kar je naravno, dobro«, po navadi irelevantna, v praksi brez razumsko prepričljivega pomena, ali pa gre preprosto za mnenje, in ne dejstvo. V nekaterih filozofskih okvirih, kjer sta naravno in dobro v določenem kontekstu jasno opredeljena, je lahko sklicevanje na naravo veljavno in razumsko prepričljivo.

## Oblike
Splošna oblika tovrstnega argumenta:
V nekaterih kontekstih je uporaba izrazov "narava" in "naravno" lahko nejasna, kar vodi do nenamernih povezav z drugimi koncepti. Beseda "naravno" je lahko tudi napihnjen izraz – podobno kot lahko beseda "normalno" v nekaterih kontekstih povzroča posredno vrednostno presojo. Sklicevanje na naravo bi torej bilo privzemajoče vprašanje, saj zaključek temelji na predpostavki.
Mnenja glede upravičenosti sklicevanja na naravo v racionalnih debatah so različna. Včasih se lahko upošteva kot pravilo palca, ki dopušča nekatere izjeme, a se kljub temu izkaže za uporabno pri eni ali več temah (ali na splošno). Kot pravilo palca, naravna ali nenaravna dejstva ob predpostavki zagotavljajo zanesljivo dobre ali slabe vrednosti, ki zatirajo dokaze o nasprotnem. Nezmožnost upoštevanja takih dokazov je v tem pogledu zmota slučaja.
Julian Baggini trdi: "Četudi se lahko strinjamo, da so nekatere stvari naravne in druge ne, kaj sledi iz tega? Odgovor je: Nič. Ni dejanskega razloga, zakaj naj bi se domnevalo, da je naravno avtomatsko dobro (ali boljše) in nenaravno avtomatsko slabo (ali slabše)."

## Primeri
Nekaj priljubljenih primerov sklicevanja na naravo je mogoče najti pri etiketah in oglaševanju hrane, oblačil in alternativnih zeliščnih zdravilih. Oznake na izdelkih nosijo besedno zvezo "100% naravno", da bi nakazale njihovi prijaznost do okolja in/ali varnost. Vendar pa je bilo že večkrat izpostavljeno, da je to, ali je izdelek "naraven" ali ne, samo po sebi nepomembno, kadar je govora o določitvi njegovih varnosti ali učinkovitosti.
Velikokrat je (neutemeljeno) sklicevanje na naravo možno zaslediti tudi vː
- propagandi proti uporabi genskega inženirstva (zlasti kar zadeva uporabo GSO v prehrani)
  - "Transgene rastline so škodljive, ker niso naravne in ker se lahko navzkrižno razmnožujejo s svojimi naravnimi sorodniki in jih s tem "onenaravijo". Zato bom kupoval le izdelke z oznako brez GSO, čeprav so dražji in okoljsko potratnejši."
- propagandi proti pravicam neheteroseksualcev (skupnosti LGBT)
  - "Istospolna usmerjenost je nenaravna, zato si taki ljudje ne zaslužijo pravice do zakonske zveze in/ali posvojitev. Zato bom agitiral proti njihovim pravicam, čeprav ni racionalnega ali strokovno utemeljenega razloga, zakaj bi take ljudi diskriminirali."
- protiargumentih vegetarijanstvu in veganstvu
  - "Meso in ostala živila živalskega izvora so edini varen naravni vir vitamina B12. Vegani in vegetarijanci morajo vitamin B12 vnašati s prehranskimi dopolnili, ki niso naravna, zato sta veganstvo in vegetarijanstvo kot dieti slabi oziroma neoptimalni, čeprav med drugim dokazano znižujeta verjetnost pojava srčno-žilnih bolezni, debelosti in sladkorne bolezni tipa 2."
- okoljevarstvu
  - "Jedrske elektrarne so nenaravne in nevarne ter zato ogrožajoče za okolje. Hidroelektrarne so boljše, ker izkoriščajo naravni potencial rek, čeprav lahko uničujejo rečni habitat in imajo bistveno manjši izkoristek od jedrskih elektrarn."
- cepivih (zlasti pri obveznem cepljenju)
  - "Cepiva so umetno narejena in na nenaraven način sprožijo imunizacijo v telesu, torej so škodljiva. Zato svojih otrok ne bom cepil, da naravno prebolijo okužbe in tako postanejo imuni, čeprav sta verjetnost zdravstvenih zapletov in cena zdravljenja v primerjavi s ceno cepiva, večja."
- živilstvu (zlasti pri umetnih aditivih, kot so konzervansi, ojačevalci okusa, barvila ipd.)
  - "Aditivi v živilih so večinoma sintetični in torej nevarni za zdravje. Zato bom kupoval hrano brez aditivov, četudi je dražja in morda manj hranljiva."
  - "Mleko v prahu za dojenčke ni naravno. Zato bom svojega otroka raje dojila s svojim mlekom, čeprav sem anemična in stežka vnašam dovolj kalorij in hranil, da pokrijem izgube zaradi mleka, in mi dojenje vzame veliko več časa."

Kar je skupnega takim sklicevanjem na naravo, je to, da pogosto vodijo do neracionalnih sklepov, ki so v navzkrižju s stališči stroke, kar v končni fazi pripelje do škode za posameznika, ki izvaja ukrepe na podlagi takih sklepov.

## Oglejte si tudi
- Kemofobija
- Homoseksualnost
- Veganstvo
- GSO
- Cepivo